# Westward Passage
Pour plus de détails, voir Fiche technique et Distribution.
Westward Passage est un film américain réalisé par Robert Milton, sorti en 1932.

## Synopsis
Nick, un écrivain ayant du mal à percer, se marie avec Olivia. Mais peu après, ils commencent à avoir du mal à ne pas se quereller, et les raisons de le faire vont être encore plus nombreuses après la naissance de leur fille. Ils finissent pas divorcer.
Quelques années plus tard, Nick, désormais un écrivain à succès en tournée de promotion en Europe pour son nouveau roman, rencontre son ex-femme à Lucerne. Elle s'est remariée, et est en vacances avec leur fille. Nick s'arrange pour prendre le même bateau pour revenir aux États-Unis et cherche à reconquérir Olivia. Lorsque le nouveau mari de celle-ci ne peut être au débarcadère à leur arrivée pour des raisons professionnelles, Nick emmène Olivia dans l'auberge où ils avaient passé leur lune de miel. Même s'ils ne peuvent s'empêcher de se quereller, ils décident de tenter de vivre à nouveau ensemble.

## Fiche technique
- Titre original : Westward Passage
- Réalisation : Robert Milton
- Scénario : Bradley King, Humphrey Pearson, d'après le roman de Margaret Ayer Barnes
- Direction artistique : Carroll Clark
- Costumes : Margaret Pemberton
- Photographie : Lucien N. Andriot
- Son : Earl A. Wolcott
- Montage : Charles Craft
- Musique : Bernhard Kaun
- Production associée : Harry Joe Brown
- Production déléguée : David O. Selznick
- Société de production : RKO Pathé Pictures
- Société de distribution : RKO Pathé Pictures
- Pays d'origine :  États-Unis
- Langue originale : anglais, français, allemand
- Format : Noir et blanc — 35 mm — 1,37:1 — son mono
- Genre : drame
- Durée : 73 minutes
- Dates de sortie : États-Unis : 27 mai 1932

## Distribution
- Ann Harding : Olivia Allen Ottendorf
- Laurence Olivier : Nick Allen
- ZaSu Pitts : Mme Truesdale
- Irving Pichel : Harry Ottendorf
- Juliette Compton : Henrietta
- Irene Purcell (en) : Baronne Diana von Stael
- Emmett King : M. Ottendorf
- Florence Roberts : Mme Ottendorf
- Ethel Griffies : Lady Caverly
- Bonita Granville : Olivia, la fille de Nick et Olivia
- Don Alvarado : le comte
- Florence Lake : la femme d'Elmer
- Edgar Kennedy : Elmer
- Herman Bing : le Hollandais